# Stephen Frick
Stephen Nathaniel Frick (ur. 30 września 1964 w Pittsburghu) – amerykański astronauta, pilot wojskowy, inżynier lotniczy, komandor United States Navy.

## Zarys biografii
Dorastał na peryferiach Pittsburgha w Pensylwanii. W 1986 uzyskał stopień inżyniera w United States Naval Academy. Następnie rozpoczął czynną służbę wojskową jako oficer US Navy. Odbył szkolenie pilota samolotu myśliwskiego F/A-18. Służył na lotniskowcu USS „Saratoga”, uczestnicząc w misjach bojowych podczas wojny w Zatoce Perskiej.
W 1994 uzyskał magisterium w dziedzinie inżynierii lotniczej w Podyplomowej Szkole Marynarki Wojennej (Naval Postgraduate School) w Monterey.
W 1996 został zakwalifikowany do grupy astronautów NASA i odbył szkolenie pilota wahadłowca. Podczas misji STS-110 pilotował prom Atlantis i wykonał manewr połączenia wahadłowca z Międzynarodową Stacją Kosmiczną (ISS).
W czerwcu 2006 został wyznaczony na dowódcę załogi misji STS-122, która miała się rozpocząć w październiku 2007. Ostatecznie jednak wahadłowiec wystartował 7 lutego 2008. Jednym z celów czternastodniowej misji było dostarczenie na Międzynarodową Stację Kosmiczną modułu Harmony.

## Odznaczenia
- Zaszczytny Krzyż Lotniczy
- Medal Departamentu Obrony za Chwalebną Służbę
- Medal Lotniczyl
- Navy Commendation Medal – trzykrotnie i z odznaką waleczności
- Southwest Asia Service Medal – dwukrotnie
- Naval Aviator Wings
- NASA Outstanding Leadership Medal
- NASA Space Flight Medal
- Universal Astronaut Insignia za lot orbitalny (nr 412) – Stowarzyszenie Uczestników Lotów Kosmicznych (Association of Space Explorers(inne języki))[1]

## Wykaz lotów
| Loty kosmiczne, w których uczestniczył Stephen N. Frick                 | Loty kosmiczne, w których uczestniczył Stephen N. Frick | Loty kosmiczne, w których uczestniczył Stephen N. Frick | Loty kosmiczne, w których uczestniczył Stephen N. Frick | Loty kosmiczne, w których uczestniczył Stephen N. Frick | Loty kosmiczne, w których uczestniczył Stephen N. Frick | Loty kosmiczne, w których uczestniczył Stephen N. Frick |
| Nr                                                                      | Data startu                                             | Data lądowania                                          | Statek kosmiczny                                        | Funkcja                                                 | Czas trwania                                            |                                                         |
| ----------------------------------------------------------------------- | ------------------------------------------------------- | ------------------------------------------------------- | ------------------------------------------------------- | ------------------------------------------------------- | ------------------------------------------------------- | ------------------------------------------------------- |
| 1                                                                       | 8 kwietnia 2002                                         | 19 kwietnia 2002                                        | STS-110 Atlantis F-25                                   | Pilot wahadłowca                                        | 10 dni 19 godzin 42 minuty i 38 sekund                  |                                                         |
| 2                                                                       | 7 lutego 2008                                           | 20 lutego 2008                                          | STS-122 Atlantis F-29                                   | Dowódca misji                                           | 12 dni 18 godziny 21 minut i 40 sekund                  |                                                         |
| Łączny czas spędzony w kosmosie – 23 dni 14 godzin 4 minuty i 18 sekund |                                                         |                                                         |                                                         |                                                         |                                                         |                                                         |